# Phreatodrobia
Phreatodrobia é um género de gastrópode da família Hydrobiidae.
Este género contém as seguintes espécies:
- Phreatodrobia conica Hershler & Longley, 1986
- Phreatodrobia coronae Hershler, 1987
- Phreatodrobia imitata Hershler & Longley, 1986
- Phreatodrobia micra (Pilsbry & Ferriss, 1906)
- Phreatodrobia nugax (Pilsbry & Ferriss, 1906)
  - Phreatodrobia nugax inclinata Hershler & Longley, 1986
- Phreatodrobia plana Hershler & Longley, 1986
- Phreatodrobia punctata Hershler & Longley, 1986
- Phreatodrobia rotunda Hershler & Longley, 1986